# Storbakke
Lo Storbakke è un trampolino situato a Vikersund, in Norvegia, entro il complesso Vikersund Hoppsenter.

## Storia
Aperto nel 1988 e ristrutturato nel 2008, l'impianto ha ospitato una tappa della Coppa del Mondo di combinata nordica 2009 e varie tappe della Coppa Continentale di salto con gli sci.

## Caratteristiche
Il trampolino normale ha il punto K a 105 m; il primato di distanza, 124,5 m, è stato stabilito dal norvegese Kim René Elverum Sorsel nel 2010; il primato femminile, 122 m, è stato stabilito dall'austriaca Daniela Iraschko nel 2009 e nel 2010.